# リス語
リス語（傈僳語、りすご）は、主に中華人民共和国の雲南省と四川省、タイ王国北部、ミャンマー北部、インドに居住するリス族によって話される言語。シナ・チベット語族チベット・ビルマ語派ロロ・ビルマ語支に属する。
方言差が大きく、表記もフレイザー文字、ラテン文字など、いくつかの正書法がある。